# エヌフーズ
エヌフーズ株式会社は、かつて神奈川県川崎市高津区に本社を置いたユニー・ファミリーマートホールディングス傘下の食品製造事業者である。2018年（平成30年）1月5日に国内所在地の変更届を提出し愛知県稲沢市へ本社所在地を変更後、清算された。
本項はエヌフーズの前身となった株式会社ナガイについても述べる。

## 概要
エヌフーズは、2016年（平成28年）12月15日に株式会社ナガイから事業を継承して設立され、ユニー・ファミリーマートホールディングスの東日本地区における食料品製造を請け負っていた。所有する事業所は、事業休止後に株式会社新晃（千葉県船橋市）などに譲渡された。

## 株式会社ナガイ

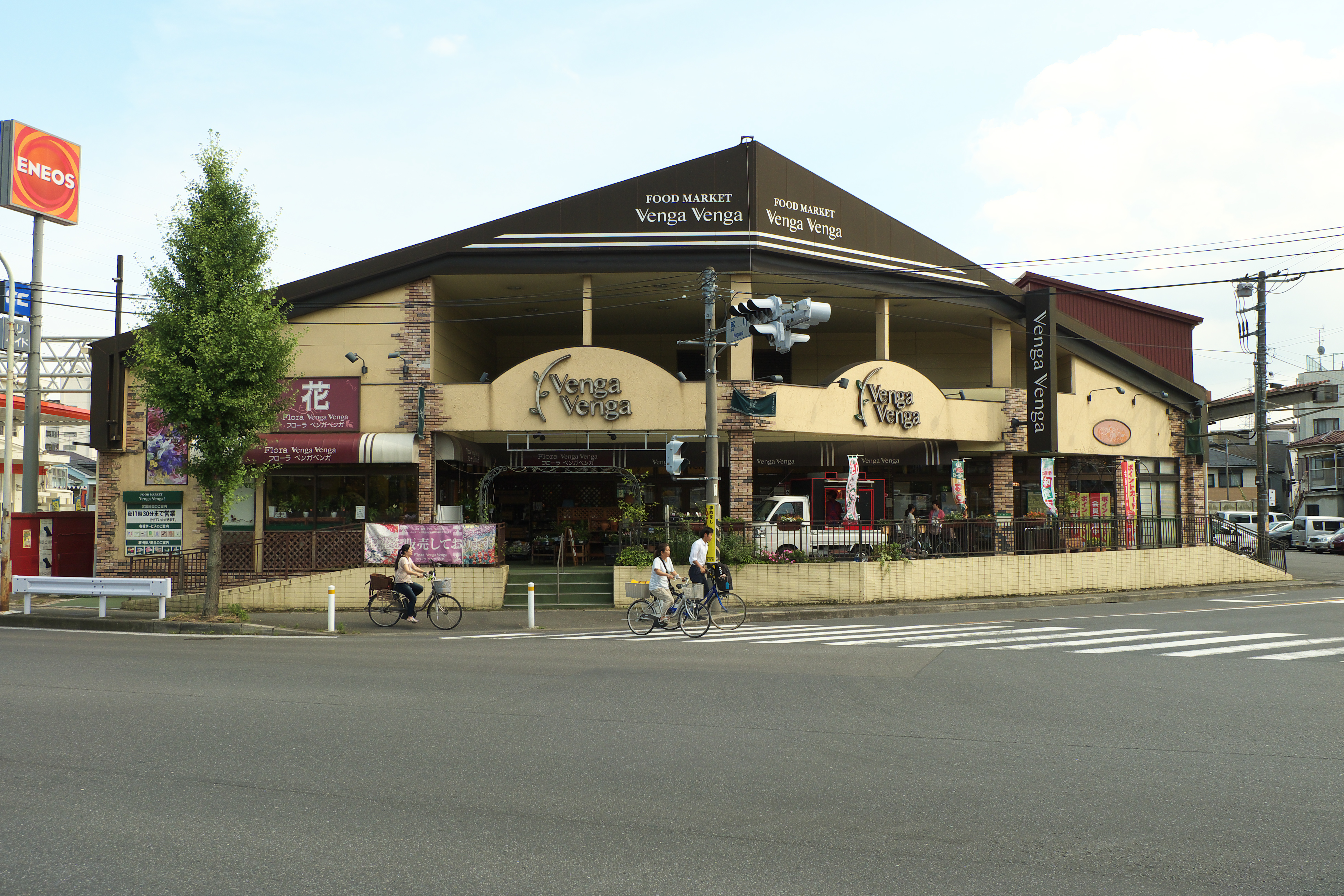
ベンガベンガ野川店（閉店済）

株式会社ナガイは1960年（昭和35年）に食肉小売店として創業した企業である。主に川崎市を中心とする首都圏で、食料品の製造・卸・物流・情報・業務用小売を営み、ユニー・ファミリーマートホールディングス傘下のサークルKサンクスを主要取引先に、グループ外のスーパーマーケットやコンビニエンスストアにも惣菜や米飯等の商品を製造・納入するほか、食料品スーパーマーケット「Venga Venga（ベンガベンガ）」を8店舗運営した。
2013年（平成25年）8月31日に、ユニーグループ・ホールディングスが、ナガイの発行済株式をすべて取得して完全子会社とし、ユニーグループとなった。
2014年（平成26年）9月30日に、神奈川県と東京都で運営する食料品スーパー事業を分割してユニー子会社の株式会社ピアゴ関東へ承継し、スーパーマーケット事業から撤退した。（その後、2017年11月1日付けでフレスコに譲渡し、現在は子会社のフレスコ関東が運営している。）
2016年（平成28年）12月15日に、会社を分割して大半の事業を株式会社エヌフーズへ譲渡した。株式会社ナガイと物流子会社の株式会社ナガイ物流は清算された。

## 沿革
株式会社ナガイ
- 1960年（昭和35年） - 川崎市生田に12.5坪の食肉小売店を開業する。
- 1961年（昭和36年）7月24日 - 資本金160万で有限会社永井商店を設立する。
- 1971年（昭和46年） - 本社ビルが完成し、スーパーマーケット1号店として枡形店を開業する。
- 1972年（昭和47年） - 株式会社永井商店へ組織変更する。
- 1990年（平成2年） - 株式会社ナガイへ社名を変更する。
- 1993年（平成5年） - 現在地へ本社を移転する。
- 2013年（平成25年）8月31日 - ユニーグループ・ホールディングスの子会社となる。
- 2014年（平成26年）10月1日 - スーパーマーケット事業を新会社ピアゴ関東へ譲渡する。

エヌフーズ株式会社
- 2016年（平成28年）12月15日 - 秋田工場をカネ美食品へ譲渡し、新設したエヌフーズ株式会社[3]が事業を継承して株式会社ナガイを清算する。
- 2018年（平成30年）
  - 1月5日 - 事業を休止して休眠会社となる。
  - 2月28日 - エヌフーズの清算が完了する。

## かつて存在した事業所
エヌフーズ、ナガイ時代の店舗と工場
- スーパーナガイ中野島店（川崎市多摩区中野島、1976年（昭和51年）12月27日開店）
- スーパーナガイ新宿店（東京都新宿区、1979年（昭和54年）5月開店）
- スーパーナガイ有馬店（川崎市宮前区有馬、1980年（昭和55年）4月開店 - 1984年（昭和59年）6月閉店）
- スーパーナガイ反町店（横浜市神奈川区、1980年（昭和55年）9月開店 - 1990年（平成2年）5月閉店）
- スーパーナガイ田園調布南店（東京都大田区、2000年（平成12年）3月9日開店）
- スーパーナガイ川崎北部市場店（川崎市宮前区水沢、業務用食肉店、2016年（平成28年）閉店）
- Venga Venga井土ヶ谷店（横浜市南区、2008年（平成20年）開店 - 2013年（平成25年）4月19日閉店）
- 野川工場／野川センター（川崎市高津区野川）
- 馬絹センター（川崎市宮前区馬絹）
- 足立工場（東京都足立区入谷）
- 大宮第一センター／大宮第二センター（さいたま市見沼区蓮沼）
- 秋田工場（秋田市土崎港）
- 大黒センター（横浜市鶴見区大黒ふ頭）
- 座間工場（座間市ひばりヶ丘）
- 千葉センター（千葉市稲毛区山王町）

ピアゴ関東へ譲渡したVenga Venga（ベンガ・ベンガ）店舗
- 野川店（川崎市高津区野川） - 2018年（平成30年）1月31日閉店（フレスコ関東（本社、東京都大田区西糀谷）移管）
- 登戸店（川崎市多摩区登戸） - 2017年（平成29年）1月8日都市計画に伴う一時閉店、および同年2月1日仮設店移転開店 - 2020年（令和2年）10月31日閉店）
- 枡形店（川崎市多摩区枡形）
- 長沢店（川崎市多摩区長沢）
- 久地店（川崎市多摩区堰）
- 駒岡店（横浜市鶴見区駒岡）
- ダイヤ店（東京都渋谷区本町）
- 糀谷店（東京都大田区西糀谷）